# WWE Crush Hour
WWE Crush Hour é um jogo lançado para PlayStation 2 e Nintendo GameCube pela THQ. Foi um dos poucos jogos da WWE que eram de um gênero diferente do que os jogos de wrestling profissional geralmente produzidos. O jogo para também Xbox foi planejado, mas acabou sendo cancelado.
O enredo do jogo é composto por Vince McMahon que passa a ter o controle sobre todas as redes de televisão, fazendo com que os WWE Superstar apareçam em qualquer comercial ou programa de TV que ele desejar. Seu mais novo projeto, intitulado "Crush Hour", um espetáculo de demolição derby com armas.
O jogo foi muitas vezes comparado ao Twisted Metal. Os carros, foram baseados na personalidade do astro (por exemplo, Stone Cold Steve Austin dirige um caminhão monstro, enquanto The Undertaker dirige uma moto de três rodas). As arenas do jogo foram baseadas nos programas de televisão e de lutas da WWE.

## Desenvolvimento
WWE Crush Hour foi oficialmente anunciado em 16 maio de 2002 pela Jakks Pacific e THQ.

## Roster
| Lutadores               | Divas             | Divas Legends   |
| ----------------------- | ----------------- | --------------- |
| The Big Show            | Melina            | Nikita          |
| Billy Gunn              | Mickie James      | Bull Nakano     |
| Booker T                | Christy Hemme     | Fabulous Moolah |
| Bradshaw                | Victoria          | Alundra Blayze  |
| Brock Lesnar            | Joy Giovanni      | Bertha Faye     |
| Bubba Ray Dudley        | Molly Holly       | Minerva         |
| D-Von Dudley            | Trish Stratus     | Sable           |
| Chris Benoit            | Lita              | Sabrina         |
| Chris Jericho           | Stacy Keibler     |                 |
| Chuck Palumbo           | Stephanie McMahon |                 |
| Christian               |                   |                 |
| Edge                    |                   |                 |
| Hulk Hogan              |                   |                 |
| Jeff Hardy              |                   |                 |
| Kane                    |                   |                 |
| Kevin Nash              |                   |                 |
| Kurt Angle              |                   |                 |
| Matt Hardy              |                   |                 |
| Ric Flair               |                   |                 |
| Rikishi                 |                   |                 |
| Rob Van Dam             |                   |                 |
| Stone Cold Steve Austin |                   |                 |
| Test                    |                   |                 |
| The Rock                |                   |                 |
| The Undertaker          |                   |                 |
| Triple H                |                   |                 |
| Vince McMahon           |                   |                 |
| William Regal           |                   |                 |

## Arenas
- SmackDown!
- RAW
- Hell in a Cell
- Hardcore
- Running the Gauntlet
- Steel Cage
- Bottom Line
- Battle Royal
- Iron Man
- Royal Rumble
- Lumberjack
- King of the Ring
- Survivor Series

## Recepção
O jogo recebeu críticas mistas várias plataformas de acordo com os fãs de videogames e também no Agregador de críticas Metacritic.